# Mount-Windsor-Nationalpark
Der Mount-Windsor-Nationalpark (englisch Mount Windsor National Park) ist ein 438,2 Quadratkilometer großer Nationalpark in Queensland, Australien. Er ist Teil des UNESCO-Weltnaturerbe Wet Tropics of Queensland.

## Lage
Der Park liegt in der Region Far North Queensland etwa 110 Kilometer nordwestlich von Cairns und 44 Kilometer nordwestlich von Mossman. Er grenzt unmittelbar an den Mount-Lewis- und den Daintree-Nationalpark. Es gibt keine Besuchereinrichtungen.

## Flora und Fauna
Der Park schützt primären, tropischen Regenwald auf dem durchschnittlich 1100 Meter hohen Plateau um den Mount Windsor. Dieses artenreiche Habitat beheimatet über 800 als schützenswert eingestufte Pflanzen- und Tierarten. Neben zahlreichen vom Aussterben bedrohten Amphibien leben hier über 120 verschiedene Vogel- und mehr als 30 Reptilienarten. Aus der Säugetiergruppe der Fledermäuse sind über 10 verschiedene Arten der Familie der Glattnasen, aber auch Flughunde und Hufeisennasen im Park zu finden.
Besonders schützenswert sind die vom Aussterben bedrohten Chestnut Dunnarts (Sminthopsis archeri), Zwergbeutelmarder (Dasyurus hallucatus) und Riesenbeutelmarder (Dasyurus maculatus gracilis), aus der Familie der Raubbeutler, sowie der Kurzkopfgleitbeutler (Petaurus breviceps) und das Nördliche Rattenkänguru (Bettongia tropica) das bereits als ausgestorben galt, bis eine kleine Population in den Wet Tropics wiederentdeckt wurde.
Unter den Insekten ist die Großlibellen Petalura ingentissima im Park heimisch. Mit bis zu 10 Zentimeter Körperlänge und einer Flügelspannweite von 16 Zentimetern ist sie die größte Libellenart weltweit.